# Hieracium rotundatum
Hieracium rotundatum là một loài thực vật có hoa trong họ Cúc. Loài này được Kit. ex Schult. mô tả khoa học đầu tiên.